# Machimus ventralis
Machimus ventralis là một loài ruồi trong họ Asilidae. Machimus ventralis được Martin miêu tả năm 1975. Loài này phân bố ở vùng Tân nhiệt đới.